# 松鲷
松鲷（学名：Lobotes surinamensis），为松鲷科松鲷属的鱼类，俗名黑猪肚、打铁鲈、黑仔枣。
分布於大西洋、印度洋、印度尼西亚、澳洲、朝鲜、日本、南美以及中国沿海等，属热带浅海鱼类。其多栖息於温带、喜在海面漂浮物的阴影下栖息、或在海水泡沫下面游泳、多在水的上层活动以及不潜入下层。该物种的模式产地在南美洲的苏里南和圭亚那。
种名 surinamensis 意为“苏里南的”。

## 特徵
本魚體呈長橢圓形，近似石斑，側扁而高。背面狹窄，淺弧形隆起；腹面圓鈍。鋤骨、腭骨及舌上均無齒，頭之眼前部甚短。口中型，斜裂。上下頷各有齒成一狹帶。體被大櫛鱗，排列整齊；頭部除吻及頰部外均被細櫛鱗。體黑色。背鰭單一，沒有深刻，胸鰭灰白色，其餘各鰭黑色。背鰭硬棘11至12枚、背鰭軟條15至16枚； 臀鰭硬棘3枚、臀鰭軟條11至12枚。體長可達110公分。幼魚狀似枯葉，浮游於水表面，其尾鰭後緣具白色邊。

## 生態
為溫帶、熱帶淺水魚類，喜在海面漂浮物的陰影下棲息，或在海浪沖激之泡沫下面游動，多在水的上層活動，尚少潛入下層。喜歡群集。肉食性，以小型甲殼類及小魚為食。

## 經濟利用
美味的食用魚但量少，其幼魚具特殊之擬態習性，可當觀賞魚飼養。